# Dmitrij Kuzelev
Dmitrij Leonidovitj Kuzelev (ryska: Дмитрий Леонидович Кузелев), född 1 november 1969 i Kemerovo, är en rysk handbollsspelare.
Han tog OS-guld 2000 i Sydney.